# Jicchak Olšan
Jicchak Olšan (hebrejsky יצחק אולשן‎, S; 19. února 1895 – 5. února 1983) byl izraelský právník a v pořadí druhý předseda izraelského Nejvyššího soudu.

## Biografie
Narodil se v Kaunasu v Ruském impériu (dnešní Litva) a aliju do osmanské Palestiny podnikl v roce 1912. Vstoupil do Hagany a během druhé světové války do Židovské legie. Vystudoval právo a orientalistiku na Londýnské univerzitě. Jako právník zastupoval jišuv před správou britské mandátní Palestiny.
V roce 1948 byl jmenován soudcem Nejvyššího soudu. Vedl parlamentní komisi, která měla prošetřit rozpočet izraelské armády a též vedl ústřední volební komisi druhého Knesetu. V roce 1954 byl tehdejším premiérem Moše Šaretem jmenován předsedou vyšetřovací komise, která měla prošetřit okolnosti Lavonovy aféry (součástí komise též byl prezident Technionu a bývalý náčelník Generálního štábu Ja'akov Dori).
V roce 1954 nahradil Moše Zmoiru ve funkci předsedy Nejvyššího soudu. Tu zastával až do roku 1965, kdy jej nahradil Šimon Agranat. Zemřel v roce 1983.